# Polička
Polička (in tedesco Politschka) è una città della Repubblica Ceca facente parte del distretto di Svitavy, nella regione di Pardubice.